# Lucas von Bretton
Lucas Peter baron von (de) Bretton (31. maj 1797 i København – 22. januar 1880 sammesteds) var en dansk stiftamtmand og godsejer, bror til Frederik Emil von Bretton.

## Karriere
Bretton blev student 1815 og juridisk kandidat 1819, ansattes 1820 som auskultant i Rentekammeret, var 1828-33 medlem af administrationskommissionen for Grevskabet Langeland og blev 1834 surnumerær kæmner ved Øresunds Toldkammer. 1841 blev han konstitueret stiftamtmand i Viborg Stift og 1843 fast ansat som stiftamtmand i dette stift og amtmand i Viborg Amt. 1820 var han blevet kammerjunker, og 1842 udnævntes han til kammerherre. 
En tid var Bretton formand for Viborg Amts landøkonomiske Selskab (forgænger for Landbo Midtjylland). 
I 1847 fik han overtilsynet med Hald Hovedgård. I 1858 stiftede Bretton en hypothek-låneforening af landejendomsbesiddere i Nørrejylland, hvis formand han var under største delen af dens tilværelse, der efter få års forløb endte med en fallit. Foreningens hele fremfærd og navnlig ydelsen af et uforholdsmæssig stort lån i Brettons ejendom Stårupgård blev stærkt fremdragne i dagspressen og førte endog til nedsættelsen af en kgl. undersøgelseskommission. Skønt uredelighed fra Brettons side ikke blev godtgjort, var dog hans stilling kompromitteret, men inden ministeriet havde nået til at indstille ham til afskedigelse, søgte han selv derom 1864 og blev 1866 entlediget i nåde og med pension. 28. august 1847 var han blevet Ridder af Dannebrog og 15. juli 1861 Dannebrogsmand.

## Kandidat til rigsforsamlingen
Den 3. oktober 1848 forsøgte Bretton forgæves at blive valgt til Den Grundlovgivende Rigsforsamling som Skive valgdistrikt's repræsentant. 
Bondevennen gårdejer Bertel Nørgaard, Krejbjerg blev valgt med 436 stemmer, mens rektor Frederik Christian Olsen Viborg Skole fik 170 stemmer. Bretton måtte nøjes med 102 stemmer.

## Hemmelige forhandlinger under den 2. Slesvigske Krig
I efteråret 1864 rejste han med Christian IX's vidende, men uden regeringens bemyndigelse til Kissingen, hvor han ved samtaler med kong Wilhelm af Preussen søgte at påvirke fredsforhandlingerne, men den danske regering måtte til sidst lade forstå i Berlin, at Bretton ikke havde noget mandat til at forhandle.

## Udgivelser
I litteraturen er Bretton optrådt som forfatter af fremstillinger af fattig-, skole- og vejvæsenet, der er ganske respektable arbejder, og desuden har han udgivet flere pjecer, væsentligst af politisk indhold. 1866 udgav han anonymt Recherche sur 1'origine de la ressemblance et de l'affinité d'un grand nombre de mots qui se retrouvent dans le Français, le Danois, l'Islandais, l'Anglais, l'Allemand, le Latin,
le Grec et le Sanscrit.

## Ægteskaber
Bretton blev gift 1. gang 30. juli 1828 på Frederiksberg med Marie Sophie Hellesen (7. juli 1799 i København – 16. februar 1835 i Helsingør), datter af kasserer ved Den kgl. Manufakturhandel, senere kommerceråd Frederik Christian Hellesen og Christiane Mariane Lycke. 2. gang ægtede han 16. juli 1836 Gertrud Elisabeth Lillienskiold (8. august 1808 i Christiansted på St. Croix – 20. november 1890 i København), datter af regeringsråd på St. Croix, kammerjunker, senere kammerherre Hans Christopher Lillienskiold og 2. hustru Maria Alette von Moth.
Han er begravet i Helsingør.
Der findes portrætmalerier af Lucas von Bretton udført af Alette von Bretton (ungdomsbillede) i familieeje og af Otto Bache (?) ca. 1860 (i Winnipeg, Manitoba, Canada).